# Norio Mobu
Norio Mobu (モブ・ノリオ, Mobu Norio, 16 novembre 1970) est un écrivain japonais.
En 2004, il reçoit le Prix Akutagawa pour Kaigo Nyūmon (介護入門).